# Vaya Con Dios
Vaya Con Dios är en belgisk musikgrupp grundad 1986 av Dani Klein, Dirk Schoufs och Willy Lambregt. Namnet är spanska och betyder ordagrant "gå med Gud", det är en välsignelse och en mer riktig översättning vore "Gud vare med dig".
Vaya Con Dios har gjort låtar så som "Don't Cry For Louie", "Sally", "Sunny Days", "Nah Neh Nah", "Just a Friend of Mine", "What's a Woman" med flera.
Bandet har sålt över 7 miljoner album och 3 miljoner singlar, och i april 2006 släpptes albumet The Ultimate Collection med bandets största hitlåtar.

## Diskografi (urval)
Studioalbum
- 1988 – Vaya Con Dios
- 1990 – Night Owls
- 1992 – Time Flies
- 1995 – Roots and Wings
- 2004 – The Promise
- 2009 – Comme on est venu...

Samlingsalbum
- 1996 – Best Of Vaya Con Dios
- 1998 – What's A Woman: The Blue Sides Of Vaya Con Dios
- 2006 – The Ultimate Collection
- 2014 – Thank You All!